# Alive in an Ultra World

Alive in an Ultra World en un álbum en vivo de Steve Vai, grabado durante el tour mundial The Ultra Zone en el año 2000, y salido a la venta en 2001. Las canciones compiladas en este álbum fueron compuestas específicamente para los países que Vai y su banda visitaban. Exceptuando "Devil's Food" que se encuentra en su álbum Fire Garden, esas canciones fueron escritas durante largas pruebas de sonido y no pueden ser encontradas en álbumes previos. Debido a problemas logístcos, algunas canciones no fueron grabadas en el país que fueron escritas.

## Lista de canciones
Todas las canciones fueron compuestas por Steve Vai.

### Disco 1
1. "Giant Balls of Gold" – 4:45
  - Canción para Polonia
2. "Burning Rain" – 4:50
  - Canción para Japón
3. "The Black Forest" – 6:38
  - Canción para Alemania
4. "Alive in an Ultra World" – 3:53
  - Canción para Eslovenia
5. "Devil's Food" – 10:09
  - Canción para Holanda
6. "Blood and Glory" – 4:53
  - Canción para Reino Unido
7. "Whispering a Prayer" – 8:45
  - Canción para Irlanda (Grabada en Argentina)
8. "Iberian Jewel" – 4:38
  - Canción para España

### Disco 2
1. "The Power of Bombos" – 5:04
  - Canción para Grecia
2. "Incantation" – 8:53
  - Canción para Bulgaria
3. "Light of the Moon" – 5:47
  - Canción para Australia
4. "Babushka" – 6:42
  - Canción para Rumania
5. "Being with You (In Paris)" – 6:24
  - Canción para Francia
6. "Principessa" – 5:51
  - Canción para Italia
7. "Brandos Costumes (Gentle Ways)" – 6:04
  - Canción para Portugal
8. "Maple Leaf (Japan Bonus Track)" – 2:28
  - Canción para Canadá